# Połomia (Białoruś)
Połomia (biał. Полымя; ros. Полымя) – wieś na Białorusi, w obwodzie grodzieńskim, w rejonie grodzieńskim, w sielsowiecie Skidel.
Dawniej uroczysko. W dwudziestoleciu międzywojennym wieś leżała w Polsce, w województwie białostockim, w powiecie grodzieńskim.